# Малколм Грін Чейс
Малколм Грін Чейс (англ. Malcolm Greene Chace; 12 березня 1875 — 16 липня 1955) — колишній американський тенісист.
Найвищу одиночну позицію світового рейтингу — 3 місце досяг 1895 року (рейтинг у США).
Перемагав на турнірах Великого шолома в парному розряді.
Завершив кар'єру 1910 року.

### Фінали турнірів Великого шолома

#### Парний розряд (1–1)
| Результат | Рік  | Турнір        | Покриття | Партнер     | Суперники                | Рахунок                 |
| --------- | ---- | ------------- | -------- | ----------- | ------------------------ | ----------------------- |
| Перемога  | 1895 | Чемпіонат США | Трава    | Роберт Ренн | Кларенс Гобарт Фред Гові | 7–5, 6–1, 8–6           |
| Поразка   | 1896 | Чемпіонат США | Трава    | Роберт Ренн | Карр Ніл Сем Ніл         | 3–6, 6–1, 1–6, 6–3, 1–6 |